# 在满洲国的台湾人
从1932年日本的傀儡政权“满洲国”建立起，至1945年大日本帝国无条件投降為止，前后总共有5000名台湾人移民满洲国。

## 历史
1932年，日本扶持满洲国建立，为了开发满洲国，日本政府从台湾、朝鮮等殖民地抽调人员前来滿洲定居。由于漢人“安土重迁”传统儒家思想的影响，台湾人并不愿意迁居满洲国，為此日本提高了在满洲国台湾人的待遇，就学、就业机会多，生活收入是日屬台湾的3倍。當時台湾只有一所台北帝国大学（今國立台湾大学），但是满洲国有南满医学堂、旅顺工业大学等院校。
1932年，满洲国刚建立，台湾新竹人谢介石担任满洲国外交总长。谢介石回到台湾访问的时候，台湾总督中川健藏對他“若日本皇帝般尊重”（黄光国称），“谢介石的功成名就，鼓舞了一部分有志的台湾青年”。
由于在满洲国有当时一流的医学院、医科大学和开拓医院，前往满洲国的台湾人之中，医生占了五分之一。在滿洲獲得醫學博士的臺灣人有孟天成（滿洲醫大，1936年）、江塗龍（滿洲醫大，1940年）、簡仁南（滿洲醫大，1936年）、梁炳元（滿洲醫大，1944年。梁許春菊之夫）等人。並有一部分人出任官職，如林景仁担任满洲国外交部政务司欧美科科长，謝介石妻子王香禪的弟弟王温石担任满洲国外交部科长，楊蘭州出任滿洲國駐泰國公使館一等書記官。黄清涂担任满洲国驻中华民国通商代表部高等官，吴左金担任满洲国驻新义州副总领事。陳錫卿曾任滿洲國文教部學務司教育科屬官、安東省公署視學官、北安省民生廳文教科長等職。
1945年日本无条件投降，在满洲国的台湾人开始陆续被遣返。1946年中國共產黨開始控制中國东北地區，以汉奸之嫌逮捕在大连开設博爱医院的孟天成，原因可能是其側室是日本人，出獄後被迫將醫院捐給中共的公安總局:22；吴左金被关入监狱279天；谢介石也被关入监狱。由于政治因素，大部分人隐藏了自己在满洲国的人生历程。
1950年，吳三連出任臺北市長。吳氏在二戰期間曾到華北天津經商，戰後出任「天津臺灣同鄉會」會長。由於大連和臺灣之間不再有聯絡船，因此從滿洲要回臺者，必須由天津到上海，吳三連將與連襟陳火碑在天津經營的「合豐行」的大倉庫提供給臺灣同鄉居住，提供服務近一年。部分有滿洲經驗者，在吳三連入主市政後陸續進入臺北市，被稱為「東北幫」。:548-554部分成員至高玉樹時期仍獲重用。